# Gmina zbiorowa Eschershausen
Gmina zbiorowa Eschershausen (niem. Samtgemeinde Eschershausen) – dawna gmina zbiorowa położona w niemieckim kraju związkowym Dolna Saksonia, w powiecie Holzminden. Siedziba gminy zbiorowej znajdowała się w mieście Eschershausen.

## Podział administracyjny
Do gminy zbiorowej Eschershausen należało pięć gmin, w tym jedno miasto (Stadt):
1. Dielmissen
2. Eimen
3. Eschershausen – miasto
4. Holzen
5. Lüerdissen

1 stycznia 2011 gmina zbiorowa została połączona z gminą zbiorową Stadtoldendorf, w wyniku czego powstała nowa gmina zbiorowa Eschershausen-Stadtoldendorf.